# Honda RA272
Der Honda RA272 war ein Formel-1-Wagen des japanischen Herstellers Honda, der 1965 eingesetzt wurde. Er war Nachfolger des Honda RA271, des ersten japanischen Autos in der Formel 1. Er war das erste japanische Auto, das einen Grand Prix gewann.

## Motor
1965 war das letzte Jahr der 1,5-Liter-Motoren, und Honda hatte einen Zwölfzylindermotor entwickelt, der mit 233 PS bei 11.000/min mehr Leistung abgab als ein V12-Ferrari-Motor. Er gilt als das stärkste Triebwerk der 1,5-Liter-Ära.
Bis auf Honda und Ferrari verwendeten alle anderen Rennställe Achtzylinder-Motoren. Als Besonderheit gilt auch, dass der Honda-Motor quer vor der Hinterachse eingebaut war. Er bildete mit dem Getriebe eine Einheit mit gemeinsamem Ölsumpf und einem Gesamtgewicht von 215 kg.
Entwickelt wurde der Motor aus einem 125-cm³-Motorradmotor. Zwei Zylinder in V-Form (Hubraum also 250 cm³, werksintern K005 genannt) gaben eine Leistung von 36 PS ab, sodass bei einem Zwölfzylinder eine Leistung von etwa 225 PS erwartet wurde. Zudem hatte ein Zwölfzylinder (gegenüber einem Achtzylinder) geringere bewegte Massen und konnte höhere Drehzahlen erreichen.
Der Motor gab bis zu einer Drehzahl von 13.000/min seine Leistung gut nutzbar ab; der rote Bereich des Drehzahlmessers begann bei 14.000/min. Ronnie Bucknum berichtet, dass er einmal versehentlich den Motor bis auf 16.000/min hochgedreht habe; der Motor habe dies überstanden. 
Der Motor bestand aus zwei Einheiten mit jeweils eigenen Zylinderköpfen. Der Kraftabtrieb mit einem Stirnrad lag in der Mitte der Kurbelwelle, zusammen mit dem Nockenwellenantrieb. Es gab je Zylinderkopf zwei Nockenwellen und vier Ventile pro Zylinder. Die Gemischaufbereitung erfolgte beim RA271 mit sechs zweiflutigen Keihin-Fallstromvergasern. Bei der Entwicklung zum RA272 wurde auf eine Einspritzung umgerüstet. Pro Takt waren 1 bis 8 Kubikmillimeter pro Zylinder notwendig. Zur Veranschaulichung: 8 Kubikmillimeter entspricht ungefähr dem Volumen eines Streichholzkopfes.
Bei der Kurbelwellen-Lagerung kamen verschiedene Durchmesser zum Einsatz: 40 mm neben dem Antriebsrad, 36 bzw. 33 und 30 mm nach außen fortschreitend. Ebenso maßen die inneren Pleuellager 32 mm, die äußeren 27 mm. Der RA271-Motor hatte ein Lager zur Führung des Abtrieb-Stirnrades, auf das man beim RA272 verzichtete.
Alle Lager der Kurbelwelle, der Pleuel und der Nockenwellen waren als Rollen- oder Nadellager ausgeführt.

## Chassis und Fahrwerk
Die vorderen 75 Prozent des Rahmens waren als Aluminium-Monocoque ausgeführt, 1965 eine noch ziemlich neue Technik. Das hintere Viertel trug den Motor und die hintere Radaufhängung mit einem konventionellen Gitterrohr-Rahmen.
Die Radaufhängungen vorn und hinten bestanden aus Doppelquerlenkern. 1965 war Goodyear der Reifenlieferant. Die 13-Zoll-Räder wurden mit zentralen Schlagflügelmuttern befestigt.

## Fahrer
Gefahren wurde der Wagen von Ronnie Bucknum und Richie Ginther.

## Erfolge
Richie Ginther erzielte je einen sechsten Platz beim Großen Preis von Belgien und dem Großen Preis der Niederlande, einen 14. Platz beim Großen Preis von Italien, einen siebten Platz beim Großen Preis der USA und den Sieg beim Großen Preis von Mexiko.
Ronnie Bucknum wurde 13. in den USA und Fünfter in Mexiko. Die Erfolge wurden allgemein der enormen Beschleunigung zugerechnet, die durch die Motorleistung bedingt war. Das Fahrwerk galt nicht als das Beste der damaligen Zeit.

## Vorgänger und Nachfolger
Der Vorgänger Honda RA271 war das erste japanische Auto in der Formel 1. Er wog 25 kg mehr als der 272 und fuhr auf Dunlop-Reifen. Nachfolger war der Honda RA273, dessen Motor der neuen Hubraumformel von 3000 cm³ entsprach und längs eingebaut war.
Vom 272er Modell wurden drei Einheiten gebaut, von denen eine bei Testfahrten in Suzuka zerstört wurde.